# Клондіру-де-Сус
Клондіру-де-Сус (рум. Clondiru de Sus) — село у повіті Бузеу в Румунії. Входить до складу комуни П'єтроаселе.
Село розташоване на відстані 83 км на північний схід від Бухареста, 18 км на захід від Бузеу, 118 км на захід від Галаца, 98 км на південний схід від Брашова.

## Населення
За даними перепису населення 2002 року у селі проживали 228 осіб.
Національний склад населення села:
| Національність | Кількість осіб | Відсоток |
| -------------- | -------------- | -------- |
| румуни         | 217            | 95,2%    |
| цигани         | 11             | 4,8%     |

Рідною мовою назвали:
| Мова      | Кількість осіб | Відсоток |
| --------- | -------------- | -------- |
| румунська | 218            | 95,6%    |
| циганська | 10             | 4,4%     |